# Universitas Cenderawasih
Universitas Cenderawasih är ett universitet i Indonesien. Det ligger i provinsen Papua, i den östra delen av landet, 3 800 km öster om huvudstaden Jakarta.